# Documento di Damasco

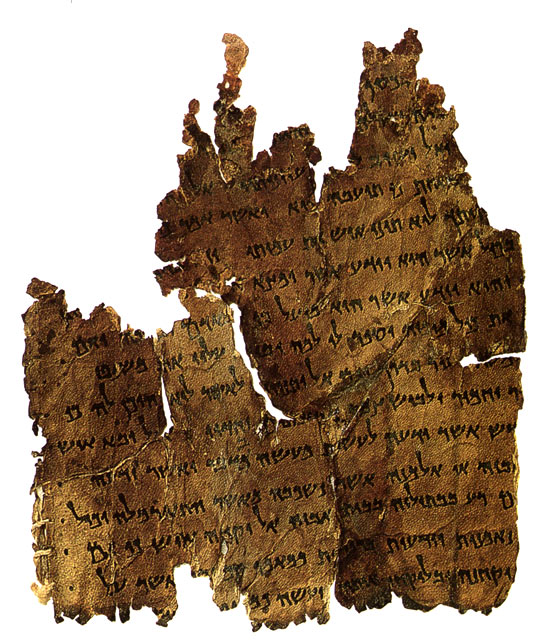
Il documento rinvenuto a Qumran (4Q271D^{f})

Il Documento di Damasco è una delle opere trovate in molti frammenti e copie nelle grotte del Qumran, e come tale è considerato parte dei manoscritti non biblici di Qumran. La versione attualmente più accreditata è che i rotoli sono correlati ad una comunità Essena che viveva in quell'area nel I secolo a.C.
I frammenti che compongono il documento hanno come riferimenti: 4Q265-73, 5Q12, e 6Q15. Anche prima della scoperta dei maoscritti di Qumran nel ventesimo secolo, quest'opera era nota agli studiosi, dato che due manoscritti furono trovati nel tardo XIX secolo nella collezione Genizah del Cairo, in una stanza adiacente alla sinagoga Ben Ezra a Fustat. Questi documenti si trovano nella Cambridge University Library con le classificazioni T-S 10K6 e T-S 16.311 (gli altri riferimenti sono CDa e CDb, dove "CD" sta per "Cairo Damasco"), e sono datati rispettivamente nel X secolo e XII secolo. A differenza dei frammenti trovati a Qumran, i documenti del Cairo sono completi in molte parti, dunque di vitale importanza per la ricostruzione del testo.

## Riferimenti a Damasco
Il titolo del documento proviene dai numerosi riferimenti a Damasco che esso contiene. Il modo in cui Damasco è trattato nel documento fa supporre che non sia un riferimento letterale a Damasco in Siria, ma va inteso o geograficamente come Babilonia, o come Qumran stesso. Se il riferimento è simbolico, probabilmente usa il linguaggio biblico che troviamo in Amos 5,27:
Damasco fece parte di Israele sotto il regno di Re Davide, ed il Documento di Damasco esprime la speranza escatologica del ripristino della monarchia di Davide.

## Il Maestro di Giustizia
Il documento contiene un riferimento criptico ad un Maestro di Giustizia. Egli viene trattato a seconda dei rotoli di Qumran come una figura del passato, del presente o del futuro. Il Maestro di Giustizia ha un ruolo importante nel Documento di Damasco, ma nessun ruolo nella Regola della Comunità, un altro documento trovato tra i rotoli di Qumran e questo suggerisce una differenza al momento della stesura di ogni documento. Il Documento di Damasco descrive il gruppo nel quale esso è stato scritto come privo di leader nei 20 anni precedenti alla venuta del Maestro di Giustizia che ha stabilito le sue regole sul gruppo. Solitamente gli storici fanno risalire il Maestro al 150 a.C. circa, visto che il documento afferma che egli arrivò 390 anni dopo (un periodo che difficilmente è preciso) l'Esilio babilonese.

## Confronto con la Regola della Comunità
C'è un alto grado di terminologia condivisa e norme legali tra il Documento di Damasco e la Regola della Comunità, compresi termini come figli della luce, ed i loro codici penali. Il frammento 4Q265 sembra provenire da un'edizione ibrida di entrambi i documenti.
La correlazione testuale tra il Documento di Damasco e la Regola della Comunità non è risolta completamente, nonostante ci sia un accordo generale sul fatto che questi abbiano una connessione di tipo evolutivo. Esistono diverse ipotesi:
- la Regola della Comunità era il testo originale che fu successivamente editato per diventare il Documento di Damasco;
- fu il Documento di Damasco ad essere modificato per diventare la Regola della Comunità;
- la Regola della Comunità fu creata come ideale utopico piuttosto che sostituzione del Documento di Damasco;
- i due documenti furono scritti per due diversi tipi di comunità, una chiusa e l'altra aperta.